# Reed Man
 (septembre 2020).
Si vous disposez d'ouvrages ou d'articles de référence ou si vous connaissez des sites web de qualité traitant du thème abordé ici, merci de compléter l'article en donnant les références utiles à sa vérifiabilité et en les liant à la section « Notes et références ».
Reed Man (de son vrai nom Jean-Christophe Perrin,), alias AntMan (ou encore Ant Man) est un auteur de bandes dessinées et éditeur, fondateur d'Organic Comix.